# Дупјани
Дупјани (Дупљани, мкд. Дупјани) су насеље у Северној Македонији, у западном делу државе. Дупјани припадају општини Кичево.

## Географија
Насеље Дупјани је смештено у средишњем делу Северне Македоније. Од најближег већег града, Кичева, насеље је удаљено 25 km источно.
Дупјани се налазе у малој области Рабетинкоље, која обухвата неколико села у средишњем сливу реке Треске. Село је положено на јужним падинама планине Коњаник, која се јужније спушта у плодну долину Треске. Надморска висина насеља је приближно 780 метара.
Клима у насељу је планинска због знатне надморске висине.

## Становништво
Дупјани су према последњем попису из 2002. године имали 8 становника.
Већинско становништво су етнички Македонци (100%).
Претежна вероисповест месног становништва је православље.